# Tigre che allatta i cuccioli
La Tigre che allatta i cuccioli è un dipinto a olio su tela (91x141 cm) realizzato nel 1620 dal pittore fiammingo Peter Paul Rubens. È conservato nel Museo delle Belle Arti di Vienna.
Nel 2010 viene esposto all'interno di Villa Olmo a Como, nella mostra dedicata a Rubens ed ai pittori fiamminghi.